# Берлин (Охајо)
Берлин (енгл. Berlin) насељено је место без административног статуса у америчкој савезној држави Охајо.

## Демографија
По попису из 2010. године број становника је 898.
| Група             | 2000.    | 2010.       |
| Белци             | 0 (0,0%) | 874 (97,3%) |
| Афроамериканци    | 0 (0,0%) | 4 (0,4%)    |
| Азијати           | 0 (0,0%) | 6 (0,7%)    |
| Хиспаноамериканци | 0 (0,0%) | 8 (0,9%)    |
| Укупно            | 0        | 898         |